# Hannoverimpuls
Die Hannoverimpuls GmbH (Eigenschreibweise: hannoverimpuls) ist die gemeinsame Wirtschaftsförderungsgesellschaft von Stadt und Region Hannover. Das Unternehmen wurde im Jahr 2003 gegründet und unterstützt seitdem Gründung, Ansiedlung und Wachstum von Unternehmen am Wirtschaftsstandort Hannover. Hundertprozentige Tochterunternehmen sind die Hannover.de Internet GmbH, die Hannover Beteiligungsfonds GmbH sowie das Unternehmerinnen-Zentrum Hannover.

## Geschichte

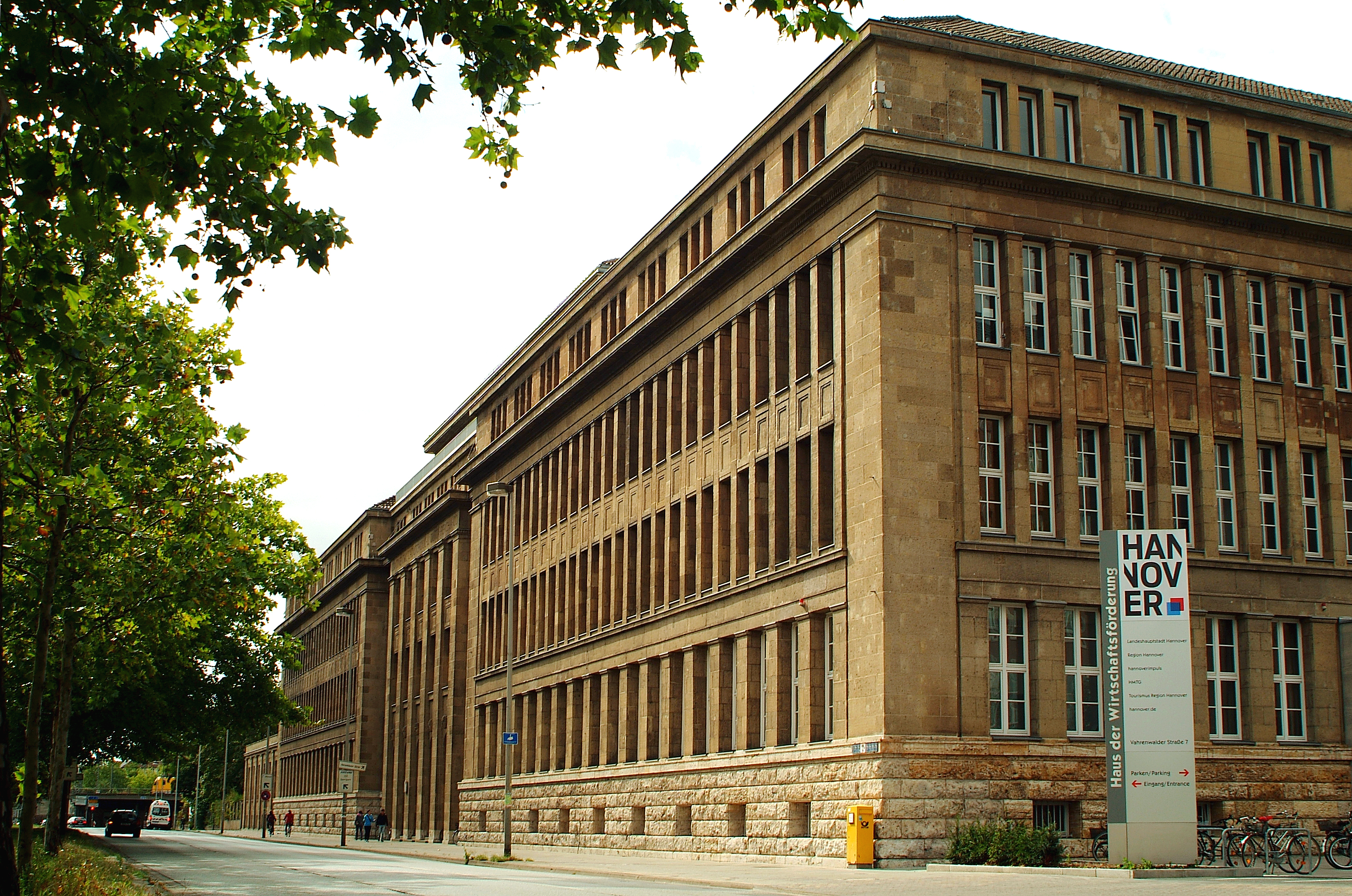
Sitz von Hannoverimpuls: Das Haus der Wirtschaftsförderung

Als gemeinsame Projektgesellschaft von Stadt und Region Hannover wurde Hannoverimpuls im Jahr 2003 gegründet. Ihr Ziel sollte ursprünglich sein, in der von einer Wirtschaftskrise betroffenen Region Hannover binnen zehn Jahren 45.000 Arbeitsplätze zu schaffen. Eines der ersten initiierten Angebote bestand darin, IT-Unternehmen für ein Jahr mietfreie Büros auf dem ehemaligen Expo-Gelände in Hannover zur Verfügung zu stellen. Voraussetzung war die erfolgreiche Präsentation einer Geschäftsidee beim Wettbewerb „Plug & Work“. Ebenfalls 2003 gestartet wurde auch „Startup-Impuls“, ein jährlicher Ideenwettbewerb für Gründungsinteressenten.
Die Arbeit von Hannoverimpuls konzentrierte sich zunächst auf die fünf „Fokusbranchen“ Automotive, Informations- und Kommunikationstechnologie, Life Sciences, optische Technologien und Produktionstechnik. In den ersten beiden Jahren seit ihrer Gründung konnte die Wirtschaftsförderungsgesellschaft 1400 neue Firmen ansiedeln und über 2500 Arbeitsplätze schaffen. Im Jahr 2006 zählte Hannoverimpuls zu den Initiatoren zweier Länderzentren für ausländische Geschäftskontakte – dem Deutsch-Russischen Zentrum für Technologietransfer (DRZT) und dem German-Indian Business-Center (GIBC).
Im Jahr 2008 gründete Hannoverimpuls den „Hannover Innovation Fonds“ (HIF), um Fremdkapital für junge High-Tech-Unternehmen bereitzustellen. 2011 übernahm Hannoverimpuls die Hannover Holding für Wirtschaftsförderung, Marketing und Tourismus und bezifferte die im Jahr 2009 geschaffenen Arbeitsplätze auf 3934. Ziel der Fusion war es, die Transparenz und Effizienz der regionalen Wirtschafts- und Tourismusförderung, die zuvor auf sieben Gesellschaften verteilt war, zu erhöhen. 2013 eröffnete Hannoverimpuls mit dem Technologie Zentrum ein Gründerzentrum für Technologieunternehmen.

## Organisation
Gesellschafter von Hannoverimpuls sind mit einem Anteil von je 50 Prozent die Stadt und die Region Hannover. Der 18-köpfige Aufsichtsrat setzt sich aus je sechs Vertretern aus der Regionsversammlung und dem Rat der Landeshauptstadt Hannover sowie der hannoverschen Wirtschaft zusammen. Der Aufsichtsratsvorsitz wechselt in zweijährigem Turnus zwischen dem Oberbürgermeister der Stadt Hannover und dem Regionspräsidenten. Geschäftsführerin ist Doris Petersen.

## Handlungsfelder
Der Schwerpunkt der Aktivitäten liegt auf den vier deklarierten Handlungsfeldern „Energie und Mobilität“, „Digitale Wirtschaft und Produktionstechnik“, „Life Sciences und Medizintechnik“ sowie „Kreativwirtschaft und Multimedia“. Die Aufgabe von Hannoverimpuls besteht darin, Gründungs-, Ansiedlungs- und Innovationsvorhaben zu beraten, zu fördern und zu vernetzen. Außerdem soll die Wirtschaftsförderungsgesellschaft nationale und internationale Geschäftsbeziehungen aufbauen und die Eigeninitiativen der regionalen Akteure in Wirtschaft und Wissenschaft stärken. Zu diesem Zweck fördert Hannoverimpuls regionale Netzwerke zwischen Wissenschaft, Unternehmen und Gründern und ermöglicht kleinen und mittleren Unternehmen gemeinsame Messeauftritte.

### Digitale Wirtschaft und Produktionstechnik
Um der Digitalisierung von Produktionsprozessen Impulse zu geben, arbeitet die Wirtschaftsförderungsgesellschaft laut eigener Aussage unter anderem mit der Leibniz Universität Hannover, dem Netzwerk HannoverIT sowie dem Produktionstechnischen Zentrum Hannover (PZH) zusammen. Außerdem bietet Hannoverimpuls jungen Unternehmen dieses Handlungsfeldes Büro- und Werkstattflächen im Technologie Zentrum an.

### Energie und Mobilität
Hannoverimpuls fördert Unternehmensgründungen, die Vernetzung von akademischen und industriellen Partnern sowie die Erschließung internationaler Märkte im Handlungsfeld „Energie und Mobilität“. Hierzu zählen laut Hannoverimpuls CO2-freie Energieversorgung, Energieeinsparung, Automotive-Industrie und Fahrzeugentwicklung. Partner der Wirtschaftsförderungsgesellschaft sind hierbei Hochschulen und Forschungszentren der Region. Seit 2017 fördern die Region Hannover und Hannoverimpuls ein universitäres Projekt zur Robotik mit insgesamt 400.000 Euro jährlich.

### Kreativwirtschaft und Multimedia
Hannoverimpuls hat sich zum Ziel gesetzt, die rund 4100 Unternehmen der Kultur- und Kreativwirtschaft Hannovers zu vernetzen und zu unterstützen. In diesem Handlungsfeld definiert die Wirtschaftsförderungsgesellschaft zwölf Teilmärkte. Das Branchennetzwerk Kre|h|tiv ist im Jahr 2011 aus einer Initiative von Hannoverimpuls hervorgegangen.

### Life Sciences und Medizintechnik
Im Handlungsfeld „Life Sciences und Medizintechnik“ kooperiert Hannoverimpuls mit universitären und außeruniversitären Forschungseinrichtungen, unter anderem der Medizinischen Hochschule Hannover, der Leibniz Universität und der Tierärztlichen Hochschule Hannover. Ein Ziel der Wirtschaftsförderung ist es, die Netzwerke zwischen Wissenschaft und Unternehmen zu stärken und Innovationen zu fördern.

## Unterstützung für Unternehmen und Gründungen

### Beratung
Hannoverimpuls ist Ansprechpartner für Unternehmen und Gründungsinteressierte in Stadt und Region Hannover, bietet Beratung, veranstaltet Workshops und Seminare. Das Leistungsangebot umfasst auch die Unterstützung spezifischer Zielgruppen wie Frauen (Gründerinnen-Consult) oder Menschen mit Migrationshintergrund (Gründunginterkulturell). Der Anteil interkultureller Gründungen an allen beratenen Unternehmen betrug 2016 knapp 16 Prozent. Insgesamt werden jährlich über 2000 Beratungen durchgeführt.
Der Gründungsservice starting business, der von Hannoverimpuls und der Leibniz Universität Hannover getragen wird, bietet Studierenden Beratung bei Gründungsvorhaben und bei der Entwicklung von Geschäftsideen.

### Gründungswettbewerbe
Hannoverimpuls will mit verschiedenen Wettbewerben Anreize zur Entwicklung und Umsetzung von marktfähigen Geschäftsideen bieten. Im Rahmen des Ansiedlungswettbewerbs „Plug & Work“ werden Unternehmen, die in Hannover gründen oder ihren Standort nach Hannover verlegen wollen, für ihre Geschäftskonzepte ausgezeichnet. Der mit insgesamt 100.000 Euro dotierte Ideen- und Gründungswettbewerb „Startup-Impuls“ von Hannoverimpuls und Sparkasse Hannover fördert Geschäftsideen, die anschließend im Raum Hannover umgesetzt werden sollen. Nach Einschätzung von Hannoverimpuls hat dieser Wettbewerb bis 2016 über 3000 Arbeitsplätze geschaffen. Der Wettbewerb "drei|v" richtet sich an Gründungen in der Kreativwirtschaft und soll die Unternehmen beim Aufbau von wirtschaftlichem Know-how unterstützen.

### Büro- und Arbeitsflächen
Gründungen und junge Unternehmen finden in zwei Zentren mit unterschiedlicher Branchenausrichtung Büro-, Labor- und Werkstattflächen. Die Halle 96 im Stadtteil Linden-Süd bietet 50 Büros und sieben Werkstätten für Unternehmen und Projekte aus der Kreativwirtschaft. Das Technologie Zentrum im Wissenschafts- und Technologiepark in Hannover-Marienwerder verfügt über 80 Büros, elf Werkstätten und zehn Labore für Vertrieb, Forschung und Entwicklung. Es richtet sich an Unternehmen aus den Branchen und Anwendungsfeldern der Produktionstechnik und der optischen Technologien. Beide Zentren waren im Jahr 2016 zu über 85 Prozent besetzt.
2016 schloss Hannoverimpuls das Existenzgründungszentrum „Camp Media“, nachdem die erhofften Ausgründungen hannoverscher Bildungseinrichtungen nicht zustande gekommen waren. Mitte 2017 übernahm die Wirtschaftsförderungsgesellschaft das Unternehmerinnen-Zentrum Hannover, in dem 32 von Frauen gegründete Unternehmen ihren Sitz haben.

### Finanzierung
Hannoverimpuls unterstützt Unternehmen wie Gründungsinteressierte auf der Suche nach Fördermöglichkeiten und bei der Erstellung einer Finanzierungsstrategie. Außerdem verfügt die Wirtschaftsförderungsgesellschaft über den mit 27,4 Millionen Euro Kapital ausgestatteten Fonds „Invest-Impuls“, der sich aus dem Hannover Innovation Fonds (HIF) und dem Hannover Beteiligungsfonds (HBF) zusammensetzt. Aus diesem Fonds können junge Technologieunternehmen bis zu 1,5 Millionen Euro Beteiligungskapital erhalten, sofern sich ein Co-Investor findet. Aus dem HIF hat Hannoverimpuls auch das 2016 eröffnete Start-up-Zentrum „Venture Villa“ gefördert, das Mitte 2017 weitere Investoren suchte.

### Internationalisierung
Die Wirtschaftsförderungsgesellschaft ist international aktiv und bietet Firmen aus dem Ausland Hilfestellung bei der Ausweitung von Geschäftsaktivitäten in der Region Hannover sowie umgekehrt hannoverschen Unternehmen bei einem Engagement im Ausland.
Mit Hilfe des Programms Promap (Product Market Analysis and Placement) können Unternehmen eine Markt- und Produktstrategie entwickeln lassen, um so ihre Expansion vorzubereiten. An ausländische Unternehmen wendet sich das Programm Gems (German Marketing & Sales Solutions). Es beinhaltet eine Übernahme von Vertriebsaktivitäten durch deutsche Partner. Länderzentren wie das Deutsch-Russische Zentrum für Technologietransfer (DRZT) und das German-Indian Business-Center (GIBC) unterstützen ausländische Unternehmen bei der Umsetzung von Geschäftsideen und der Ansiedlung in der Region Hannover.
Um die Expansion hannoverscher Unternehmen ins Ausland zu fördern, kooperiert Hannoverimpuls in einem Netzwerk mit der Industrie- und Handelskammer Hannover, der Sparkasse Hannover, der NBank und der Deutschen Messe AG. Das Netzwerk bietet Dienstleistungen wie Marktanalysen, Finanzierungs- und Fördermittelberatung sowie Partnersuche im Zielland.

## Beteiligungen
Hannoverimpuls ist an folgenden Gesellschaften unmittelbar beteiligt:
- Hannover Marketing und Tourismus GmbH (Hannover)
- Hannover Innovation Fonds GmbH (Hannover)
- Hannover Clinical Trial Center GmbH (Hannover) (veräußert)
- Hannover Beteiligungsfonds GmbH (Hannover) – verantwortlich für den Beteiligungsfonds Invest-Impuls[45]
- Unternehmerinnen-Zentrum Hannover GmbH (Hannover)[4]